# Соколов, Павел Сергеевич (мученик)
Павел Сергеевич Соколов (1892—1938) — мученик РПЦ.

## Биография
Родился 3 (15) марта 1892 года в Рузе Московской губернии в семье псаломщика храма Дмитрия Солунского Сергея Григорьевича Соколова, у которого было ещё четверо детей. В 1912 году отец стал диаконом, а в 1917 году рукоположён во священника и служил до глубокой старости.
Учился в Волоколамском духовном училище и Вифанской духовной семинарии (1906—1914). Служил в храме Дмитрия Солунского, как и его отец — псаломщиком.
Был арестован 10 февраля 1938 года и обвинён в проведении контрреволюционной агитации. Тройкой НКВД был приговорен 16 февраля к расстрелу; был казнён 26 февраля 1938 года, место захоронения неизвестно.

## Канонизация
Причислен к лику святых новомучеников Российских. Память в РПЦ совершается в день его мученической кончины 13 февраля и в Соборе новомучеников и исповедников Российских.